# Фурастье, Жан
Жан Фурастье (фр. Jean Fourastié, 15 апреля 1907, Сен-Бенен-д’Ази — 25 июля 1990, Дуэлле) — французский экономист и социолог, один из создателей теории индустриального общества.

## Биография
Профессор института политических исследований с 1945 года, руководитель кафедры политической экономии в Сорбонне с 1949 года. В 1953—1967 возглавлял комиссию по рабочей силе в Генеральном комиссариате планирования. Член Академии моральных и политических наук с 1968 года.

## Идеи
Развивая идеи технологического детерминизма, Фурастье производит дихотомическое деление истории на доиндустриальную (застойную) и индустриальную (динамичную) эпоху. Аналогичное деление он проводит и в области культуры:
1. аффективный, дорациональный тип мышления (отнесенный Л. Леви-Брюлем, только к первобытному обществу) Фурастье приписал всей гуманитарной традиции, считая её колыбелью левого радикализма (позже эту тему разовьёт Д. Белл);
2. конструктивный способ осмысления и разрешения своих проблем цивилизация получает только в индустриальную эпоху и воплощает его в НТР, которую Фурастье противопоставляет революции социальной.

Осмысливая противоречия индустриальной цивилизации, Фурастье Ж. первым сформулировал концепцию постиндустриального общества, которое видится им как «цивилизация услуг». Последняя имеет черты, «поразительно близкие традиционному доиндустриальному обществу»: в профессиональной сфере — ручной или полуручной труд, во внепрофессиональной — пригородный образ жизни, в интеллектуальной — реабилитация религиозного или даже мистического опыта как альтернативы «холодной безличности» научного знания.
В «цивилизации услуг» Фурастье предвосхитил концепцию «нулевого роста», выдвинутую впоследствии Римским клубом. Нестабильный образ жизни — удел стран со «вторичной» экономикой (где большинство населения занято в промышленности). По мере перехода к «третичной» экономике услуг интенсивный рост прекращается, уровни развития различных стран выравниваются, мир снова обретает стабильность. В интеллектуальной биографии Фурастье выделяется два периода: «техноцентричный» (апологетический) и «культуроцентричный» (критический).
Согласно БСЭ в принёсших ему известность книгах «Великая надежда XX века» (1949). «Цивилизация 1975» (1957), «Великая метаморфоза XX века» (1961), «40 000 часов» (1965) и др., посвященных проблемам закономерностей общественного развития, структуры современного промышленного общества, социальных последствий технического прогресса, сформулированы некоторые основополагающие тезисы технократизма. По мнению Фурастье Ж., интенсивное развитие науки и техники открывает перед человечеством возможность эволюции в сторону создания, т. н. научного общества, разновидности индустриального общества, избавленного от бремени политических, социальных, религиозных и пр. антагонизмов. Для Фурастье характерен утилитаристский подход к трактовке целей науки; развитие техники рассматривается им как независимый от общественных отношений, самодовлеющий процесс.
Известен тем, что ввел в обиход выражение в Славное тридцатилетие, чтобы описать период процветания, который Франция переживала после Второй Мировой войны до нефтяного кризиса 1973 года (1945—1973).
Считал технику определяющим фактором общественного развития, приводящим к последовательной «смене цивилизаций»: первичный (сельское хозяйство) на вторичный (промышленность), а затем на третичный (сфера услуг).
Фурастье в работе «Великая надежда XX века» (1949) взял за основу анализа уже разработанное К. Кларком («The Conditions of Economic Progress», 1940) трехсекторное деление производства.